# Farre (Vejle)
Farre is een plaats in de Deense regio Zuid-Denemarken, gemeente Vejle. De plaats telt 374 inwoners (2008).